# Kennedy-Preis

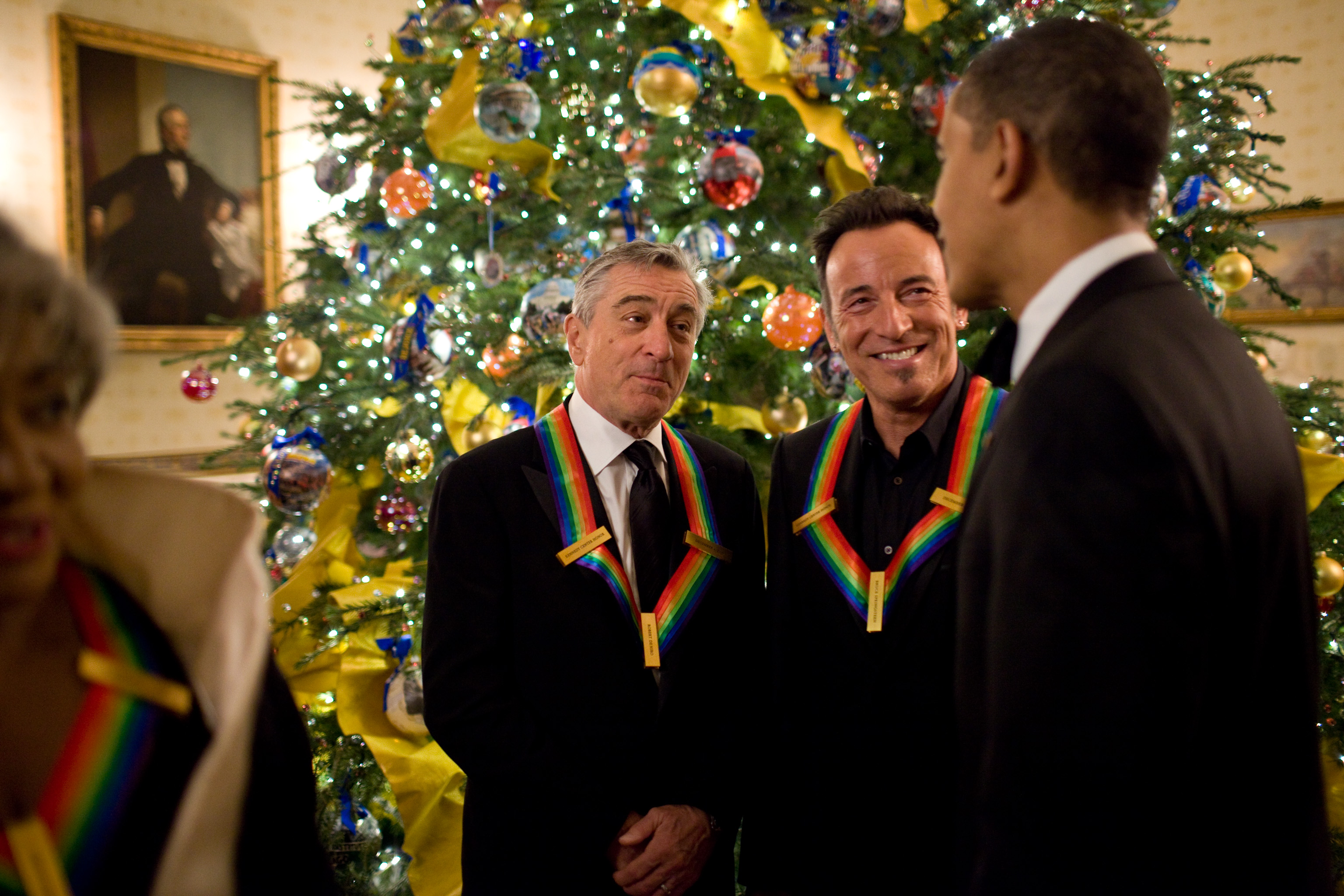
Grace Bumbry, Robert De Niro, Bruce Springsteen und US-Präsident Barack Obama (v.l.) beim Empfang 2009 im Weißen Haus

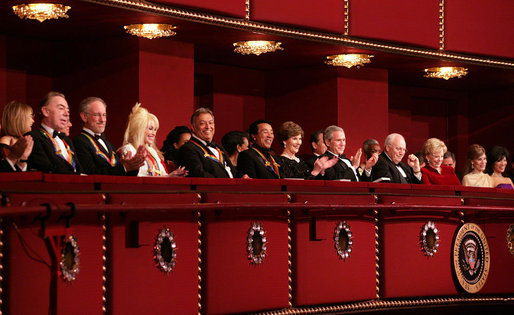
US-Präsident George W. Bush, Ehefrau Laura und die Preisträger 2006 bei der Gala

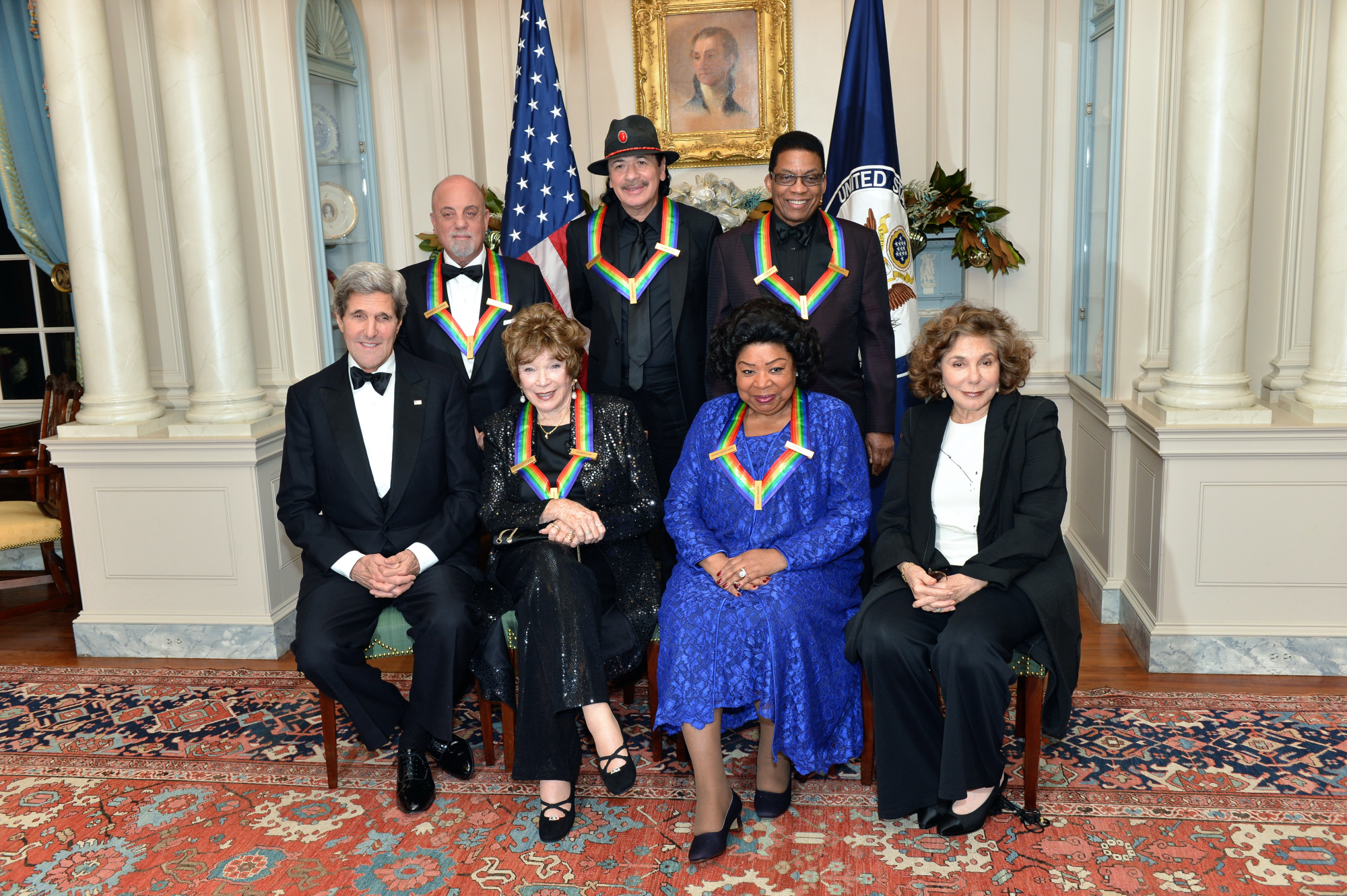
US-Außenminister John Kerry und seine Ehefrau Teresa, dazwischen die Preisträger 2013

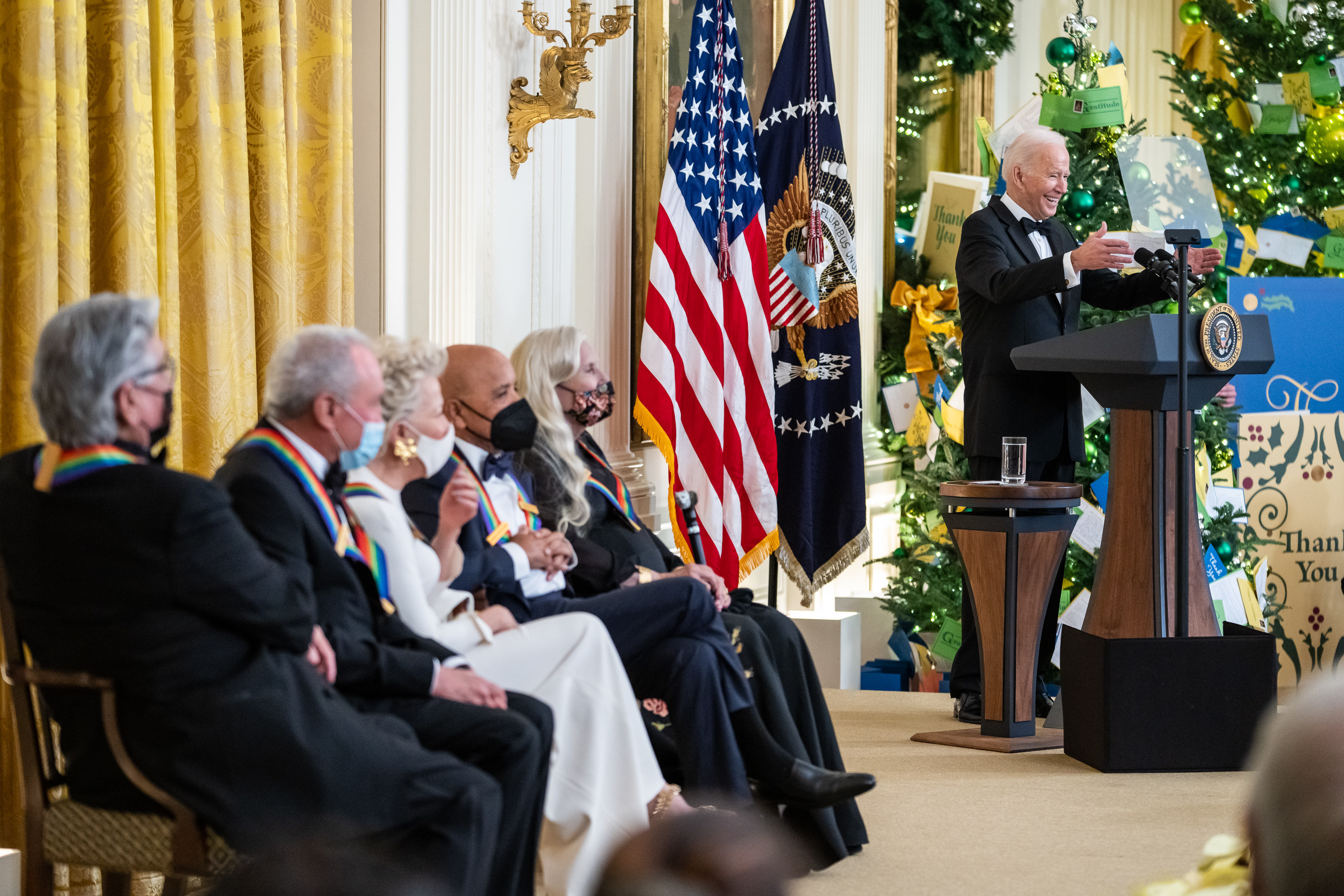
US-Präsident Joe Biden hält eine Rede zu Ehren der Ausgezeichneten von 2021 (links).

Der Kennedy-Preis (englisch The Kennedy Center Honors) wird seit 1977 durch das John F. Kennedy Center for the Performing Arts in Washington, D.C. jährlich am ersten Dezember-Wochenende an mehrere darstellende Künstler für deren „außergewöhnliche Beiträge zur amerikanischen Kultur mit ihrem Lebenswerk durch ihre dargestellten Künste“ (engl. „for an extraordinary lifetime of contributions to American culture through the performing arts“) vergeben. Bislang wurden bei den Verleihungen jeweils nicht weniger als fünf und nicht mehr als acht Einzelpersonen geehrt (siehe Liste der Preisträger unten).
Die Ehrung umfasst mehrere Feierlichkeiten: am Samstag ein Mittagessen im Kennedy Center, abends Empfang und Abendessen im US-Außenministerium auf Einladung des US-Außenministers; am Sonntagnachmittag Empfang im Weißen Haus mit Verleihung der Medaillen am Band durch den US-Präsidenten, gefolgt von der Gala am Abend im Opera House des Kennedy Centers, wo die Geehrten die Aufführungen zusammen mit dem US-Präsidenten aus der Präsidenten-Loge verfolgen. Donald Trump war in seiner Amtszeit bei den Feierlichkeiten nicht anwesend.
Die Ordensinsignien sind ein Band in den sieben Farben des Regenbogens, das dem Geehrten ungefähr entlang des Dekolletés bei den Damen bzw. des Revers bei den Herren um den Hals gelegt wird. Mit den Farben des Regenbogens, dem Lichtspektrum, wollte der Designer des Preises, der US-amerikanische Illustrator Ivan Chermayeff, im Jahr 1977 das breite Spektrum der Fähigkeiten der Künstler würdigen. Am Band sind vorne links und rechts sowie unten insgesamt drei Bronzeclips angebracht, auf denen links „Kennedy Center Honor“, unten der Name des Geehrten und rechts das Datum der Verleihung eingraviert sind (siehe Bilder rechts). Bei der Abendgala tragen neben den Geehrten zum Teil auch Preisträger aus den Vorjahren ihre Medaillen.
Im Mai 2018 widerrief das Kennedy Center die Auszeichnung für Bill Cosby im Zuge der Vorwürfe von sexuellem Missbrauch gegen ihn.

## Preisträger
- 1978: Marian Anderson, Fred Astaire, George Balanchine, Richard Rodgers, Artur Rubinstein
- 1979: Aaron Copland, Ella Fitzgerald, Henry Fonda, Martha Graham, Tennessee Williams
- 1980: Leonard Bernstein, James Cagney, Agnes de Mille, Lynn Fontanne, Leontyne Price
- 1981: Count Basie, Cary Grant, Helen Hayes, Jerome Robbins, Rudolf Serkin
- 1982: George Abbott, Lillian Gish, Benny Goodman, Gene Kelly, Eugene Ormandy
- 1983: Katherine Dunham, Elia Kazan, Frank Sinatra, James Stewart, Virgil Thomson
- 1984: Lena Horne, Danny Kaye, Gian Carlo Menotti, Arthur Miller, Isaac Stern
- 1985: Merce Cunningham, Irene Dunne, Bob Hope, Alan Jay Lerner, Frederick Loewe, Beverly Sills
- 1986: Lucille Ball, Ray Charles, Hume Cronyn, Jessica Tandy, Yehudi Menuhin, Antony Tudor
- 1987: Perry Como, Bette Davis, Sammy Davis junior, Nathan Milstein, Alwin Nikolais
- 1988: Alvin Ailey, George Burns, Myrna Loy, Alexander Schneider, Roger L. Stevens
- 1989: Harry Belafonte, Claudette Colbert, Alexandra Danilowa, Mary Martin, William Schuman
- 1990: Dizzy Gillespie, Katharine Hepburn, Risë Stevens, Jule Styne, Billy Wilder
- 1991: Roy Acuff, Betty Comden, Adolph Green, Fayard Nicholas, Harold Nicholas, Gregory Peck, Robert Shaw
- 1992: Lionel Hampton, Paul Newman, Ginger Rogers, Mstislaw Rostropowitsch, Paul Taylor, Joanne Woodward
- 1993: Johnny Carson, Arthur Mitchell, Georg Solti, Stephen Sondheim, Marion Williams
- 1994: Kirk Douglas, Aretha Franklin, Morton Gould, Harold Prince, Pete Seeger
- 1995: Jacques d’Amboise, Marilyn Horne, B. B. King, Sidney Poitier, Neil Simon
- 1996: Edward Albee, Benny Carter, Johnny Cash, Jack Lemmon, Maria Tallchief
- 1997: Lauren Bacall, Bob Dylan, Charlton Heston, Jessye Norman, Edward Villella
- 1998: Bill Cosby, Fred Ebb und John Kander, Willie Nelson, André Previn, Shirley Temple
- 1999: Victor Borge, Sean Connery, Judith Jamison, Jason Robards, Stevie Wonder
- 2000: Mikhail Baryshnikov, Chuck Berry, Plácido Domingo, Clint Eastwood, Angela Lansbury
- 2001: Julie Andrews, Van Cliburn, Quincy Jones, Jack Nicholson, Luciano Pavarotti
- 2002: James Earl Jones, James Levine, Chita Rivera, Paul Simon, Elizabeth Taylor
- 2003: James Brown, Carol Burnett, Loretta Lynn, Mike Nichols, Itzhak Perlman
- 2004: Warren Beatty, Ossie Davis und Ruby Dee, Elton John, Joan Sutherland, John Williams
- 2005: Tony Bennett, Suzanne Farrell, Julie Harris, Robert Redford, Tina Turner
- 2006: Zubin Mehta, Dolly Parton, Smokey Robinson, Steven Spielberg, Andrew Lloyd Webber
- 2007: Leon Fleisher, Steve Martin, Diana Ross, Martin Scorsese, Brian Wilson
- 2008: Morgan Freeman, George Jones, Barbra Streisand, Twyla Tharp, Pete Townshend, Roger Daltrey (Laudator von The Who: Dave Grohl, der zudem den Song Who Are You live vor der Gesellschaft auf der Gitarre coverte)[6]
- 2009: Mel Brooks, Dave Brubeck, Grace Bumbry, Robert De Niro, Bruce Springsteen
- 2010: Merle Haggard, Jerry Herman, Bill T. Jones, Paul McCartney, Oprah Winfrey
- 2011: Barbara Cook, Neil Diamond, Yo-Yo Ma, Sonny Rollins, Meryl Streep
- 2012: Dustin Hoffman, David Letterman, Buddy Guy, Natalja Romanowna Makarowa, Led Zeppelin (John Paul Jones, Robert Plant und Jimmy Page)
- 2013: Martina Arroyo, Herbie Hancock, Billy Joel, Shirley MacLaine, Carlos Santana
- 2014: Al Green, Tom Hanks, Patricia McBride, Sting, Lily Tomlin
- 2015: Carole King, George Lucas, Rita Moreno, Seiji Ozawa, Cicely Tyson[7]
- 2016: Martha Argerich, Eagles (Don Henley, Timothy B. Schmit, Joe Walsh und Glenn Frey), Al Pacino, Mavis Staples und James Taylor
- 2017: Carmen de Lavallade, Gloria Estefan, LL Cool J, Norman Lear, Lionel Richie
- 2018: Cher, Reba McEntire, Philip Glass, Wayne Shorter; sowie als einmaliger Sonderpreis: die vier Schöpfer des Musicals Hamilton (Lin-Manuel Miranda, Thomas Kail, Alex Lacamoire, und Andy Blankenbuehler)
- 2019: Earth, Wind and Fire, Sally Field, Linda Ronstadt, Michael Tilson Thomas, die Fernsehsendung für Kinder Sesamstraße
- 2020: Dick Van Dyke, Joan Baez, Garth Brooks, Debbie Allen, Midori[8]
- 2021: Justino Díaz, Berry Gordy, Lorne Michaels, Bette Midler, Joni Mitchell
- 2022: George Clooney, Amy Grant, Gladys Knight, Tania León, U2 (Bono, The Edge, Adam Clayton und Larry Mullen, Jr.)[9]
- 2023: Billy Crystal, Renée Fleming, Barry Gibb, Queen Latifah und Dionne Warwick[10]
- 2024 (designiert): Apollo Theatre, Francis Ford Coppola, Grateful Dead, Bonnie Raitt, Arturo Sandoval
- 2025: KISS, Gloria Gaynor, Sylvester Stallone, George Strait, Michael Crawford[11]